# Los Tambos
Los Tambos es un pueblo rural chileno ubicado en la Provincia del Huasco, Región de Atacama. De acuerdo a su población es una entidad que tiene el rango de  caserío además tiene un gran artista de música popular específicamente de cumbia Ranchera más conocido como el Chacal del Valle. Se encuentra localizado al interior del Valle de El Tránsito. 
Cuenta con una pequeña capilla en honor al Sagrado Corazón de Jesús, cuya fiesta religiosa se realiza en el mes de junio, además de un centro de madres, un grupo de adultos mayores, un club deportivo y un club de huasos. El actual presidente de su Junta de Vecinos es don René Ardiles.

## Historia

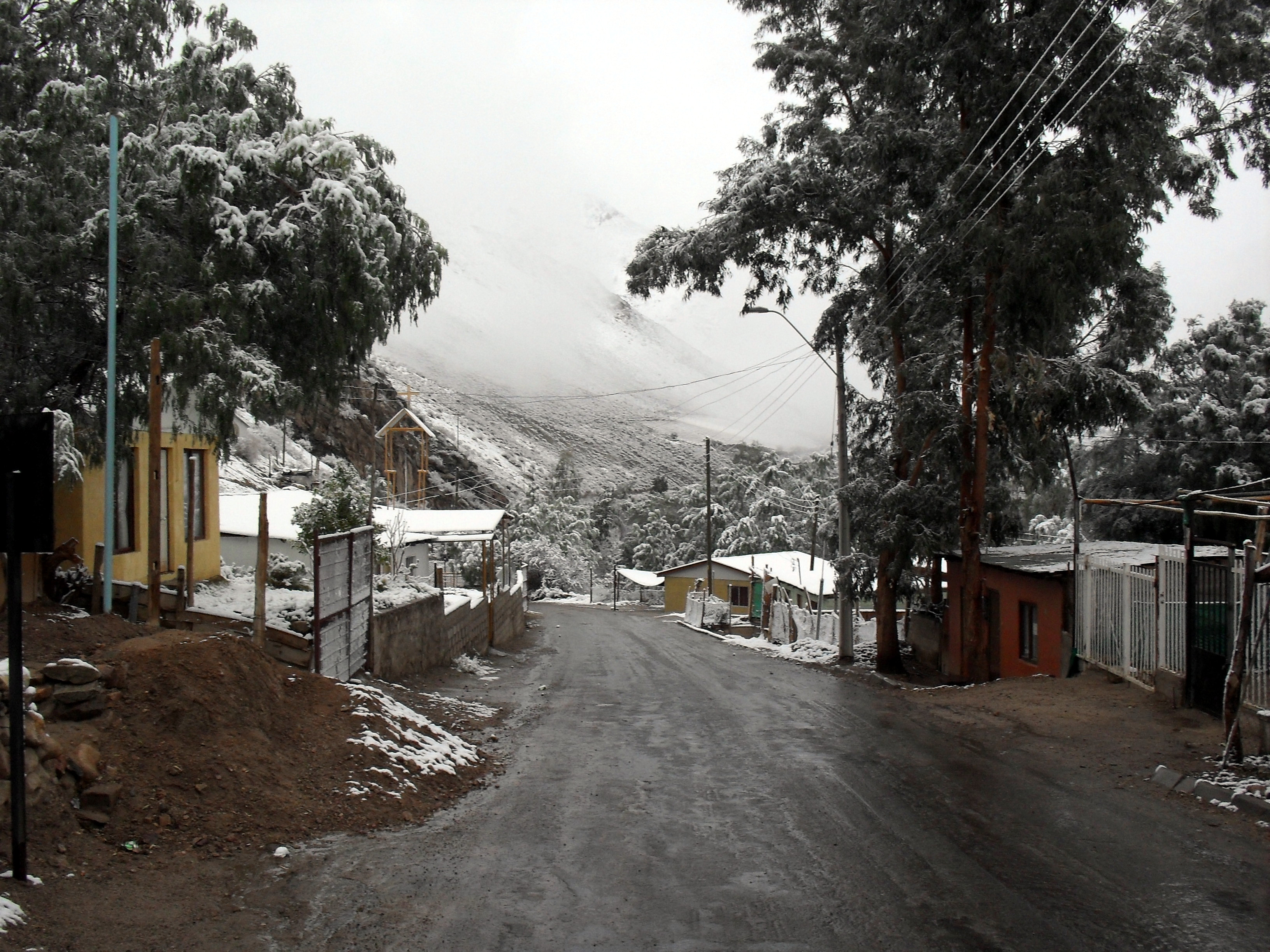
Los Tambos con nieve, invierno de 2009

Los antecedentes históricos de este poblado son escasos. Sin embargo, su nombre se origina el asentamiento indígena que existía en las proximidades de esta localidad.
En 1750 Don Fernando de Aguirre, Gobernador de Copiapó, ordena la mensura de las “Tierras de Indios de Guasco Alto”, acción que se realiza en febrero de ese año. La comisión realiza la mensura de tierras en Iglesia Vieja donde se hallaban unas ruinas antiguas, el día 19 de febrero de ese año. En terrenos ubicados en la margen norte del río de lo que es hoy Los Tambos.
Para 1899 esta localidad era un lugar de cultivo.

Tambos.-—Parajes de cultivo del valle del río de los Naturales del departamento de Vallenar, hacia la junta de este con el riachuelo de Chollay y poco más arriba de las propiedades de Campillay.
 Francisco Astaburuaga, 1899

Actualmente aún desde esta localidad se realiza la trashumancia para llevar su ganado caprino a tierras más altas durante el verano.

## Turismo
El poblado de Los Tambos constituye un buen punto para realizar excursiones a la cordillera y en particular a la Quebrada de Colpe.
El poblado de Los Tambos guarda aun algunas tradiciones como la confexión de tejidos a telar.
Los Tambos celebra la Fiesta Sagrado Corazón el día 21 de junio.

## Accesibilidad y Transporte
El Poblado de Los Tambos se ubica a XX km al interior del poblado de Conay, XX de [El Tránsito (Chile)|El Tránsito] y XX de Alto del Carmen capital de la comuna.
Existe transporte público a través de buses de rurales desde el terminar rural del Centro de Servicios de la Comuna de Alto del Carmen, ubicado en calle Marañón 1289, Vallenar.
Si viaja en vehículo propio, no olvide cargar suficiente combustible en Vallenar antes de partir. No existen puntos de venta de combustible en la comuna de Alto del Carmen.
A pesar de la distancia, es necesario considerar un tiempo mayor de viaje, debido a que la velocidad de viaje esta limitada por el diseño del camino. Se sugiere hacer una parada de descanso en el poblado de El Tránsito o en Alto del Carmen para hacer más grato su viaje.
El camino hasta Los Tambos (Ruta C-495) es transitable durante todo el año, sin embargo es necesario tomar precauciones en invierno debido a las lluvias y caída de nieve. Se sugiere informarse bien de las condiciones climáticas en el invierno.

## Alojamiento y Alimentación
En la comuna de Alto del Carmen existen pocos servicios de alojamiento formales en Alto del Carmen y en Chanchoquín Grande, se recomienda hacer una reserva con anticipación. En Los Tambos no existen servicios de alojamiento.
En las proximidades no hay servicios de campin, sin embargo se puede encontrar algunos puntos rurales con facilidades para los campistas en Conay, Chollay y  Albaricoque.
Los servicios de alimentación son escasos, existiendo en Alto del Carmen, Chanchoquín Grande y en El Tránsito algunos restaurantes. En Los Tambos no existen servicios de restaurantes.
En muchos poblados como en Los Tambos, Conay y Chollay hay pequeños almacenes que pueden facilitar la adquisición de productos básicos durante su visita.

## Salud, Conectividad y Seguridad
El poblado de Los Tambos cuenta con servicio de electricidad, iluminación pública y red de agua potable rural.
En Los Tambos existió una estación fluviométrica en el Río El Tránsito con datos desde el año 1958 a 1971 y además existe estación meteorológica de la Dirección General de Aguas desde el año 1959 a la fecha, y que permite establecer una precipitación media anual de 75,3 mm para el sector.
En el poblado de Conay existe un Retén de Carabineros de Chile y una Posta Rural dependiente de la Municipalidad de Alto del Carmen
Al igual que muchos poblados de la comuna, Los Tambos cuenta con servicio de teléfonos públicos rurales. Actualmente cuenta con señal de telefonía celular.
El Municipio cuenta con una red de radio VHF en toda la comuna en caso de emergencias incluidos Los Tambos, Conay y Chollay.

## Educación
En esta localidad se encuentra la Escuela Los Tambos G-60. Esta Escuela atienda a 6 alumnos, cuenta con un aula, multicancha, comedor y cocina.